# Una gita scolastica
Una gita scolastica és una pel·lícula de comèdia dramàtica italiana del 1983 escrita i dirigida per Pupi Avati. Va participar en la 40a Mostra Internacional de Cinema de Venècia. La pel·lícula va guanyar els premis Nastro d'Argento al millor director, millor banda sonora, millor actor, millor actriu revelació i millor guió original.

## Argument
Una vella recorda el record més bonic de la seva vida: un viatge escolar de Bolonya a Florència, a través dels Apenins, a la vigília de l'examen de graduació a principis del segle xx. Els trenta nois estan acompanyats pel professor de lletres i dibuix. Aquest últim tindrà una història d'amor amb un dels alumnes. Però el professor, enamorat d'ella, la defensarà de l'escàndol.

## Repartiment
- Giancarlo Torri: Augusto Baldi
- Tiziana Pini: Professor Serena Stanzani
- Carlo Delle Piane: Professor Balla
- Lidia Broccolino: Laura
- Rossana Casale: Rossana
- Nik Novecento
- Bob Messini

## Producció
La pel·lícula es va rodar entre Bolònia (Piazza San Domenico, tomba de Rolandino de Passeggeri) i llocs emilians com Porretta Terme, l'antiga Terme di Porretta, el Castello Manservisi de Castelluccio i el Santuari de la Madonna del Faggio fins al Llac Scaffaiolo.

## Premis i nominacions
- 1983 - Mostra Internacional de Cinema de Venècia
  - Premi Pasinetti - Millor actor a Carlo Delle Piane
  - Nominació a Lleó d'or a Pupi Avati
- 1984 - Nastro d'argento
  - Millor director de pel·lícula a Pupi Avati
  - Millor argument a Pupi Avati, Antonio Avati
  - Millor actor a Carlo Delle Piane
  - Millor actriu debut a Lidia Broccolino
  - Millor banda sonora a Riz Ortolani
  - Nominació a  Millor actriu secundària a Tiziana Pini
- 1984 - Globo d'Oro
  - Millor actor revelació a Carlo Delle Piane